# Igor Vovchanchyn
Igor Yaroslavovych Vovchanchyn (Zolochiv, Unión Soviética; 6 de agosto de 1973) es un artista marcial mixto y kickboxer ucraniano. Entre sus logros más destacados se encuentra el haber sido campeón de siete torneos de AMM, mantenerse invicto durante 37 combates y llegar a la final del gran premio de PRIDE Fighting Championships.

## Carrera como kickboxer
El 18 de julio de 1999 llegó a debutar en K-1 en el evento K-1 Dream '99 celebrado en Nagoya, Japón. Su rival fue Ernesto Hoost frente al que cosecharía la segunda derrota de su carrera en el tercer asalto tras haber sido derribado tres veces mediante patadas bajas.
Disputó un total de 63 combates de kickboxing obteniendo 61 victorias y 2 derrotas llegando a proclamarse campeón de kickboxing de Rusia.

## Carrera como artista marcial mixto
Comenzó su carrera en las artes marciales mixtas en 1995 cuando pesaba alrededor de 86 kilos que junto a sus escasos 173 centímetros de estatura se hacía ver como un competidor pequeño ante rivales que lo superaban hasta en 45 kilos. Entre 1996 y mediados de 1999 consiguió una racha de 32 victorias consecutivas.
Fue finalista del Gran Premio de peso libre de PRIDE Fighting Championships en el año 2000 siendo derrotado por Mark Coleman en el tercer asalto vía sumisión.
Llegó a disputar un total de 66 combates obteniendo 55 victorias y 10 derrotas ganando diversos campeonatos a lo largo de su carrera y enfrentándose a luchadores como Gary Goodridge, Mark Kerr, Kazushi Sakuraba, Quinton Jackson, Mirko "Cro Cop" y Alistair Overeem entre otros.
Vovchanchyn se retiró a los 32 años a causa de padecer múltiples lesiones incluyendo su mano derecha que quedó seriamente afectada.

## Campeonatos y logros
- Kickboxing
  - Campeón mundial de Kickboxing/Artes marciales en Moscú (1995)

- Artes marciales mixtas
  - Campeón del Mr. Powerman SEKAI (1996)
  - Campeón del Ukrainian Octagon (1996)
  - Campeón del International Fighting Championship 1 (1996)
  - Campeón del Absolute Fighting Russian Open Cup 3 (1997)
  - Campeón del Absolute Fighting Championship 3 (1997)
  - Campeón del World Vale Tudo Championship 5 (1998)
  - Finalista del Gran Premio de peso libre de PRIDE Fighting Championships (2000)

## Récord en artes marciales mixtas
| Récord profesional | Récord profesional | Récord profesional |
| 67 peleas          | 56 victorias       | 10 derrotas        |
| ------------------ | ------------------ | ------------------ |
| Nocaut             | 41                 | 3                  |
| Sumisión           | 7                  | 4                  |
| Decisión           | 8                  | 3                  |
| Sin resultado      | 1                  | 1                  |

| Resultado     | Récord    | Oponente                 | Método                               | Evento                                             | Fecha                    | Ronda | Tiempo | Localización | Notas                                                                              |
| ------------- | --------- | ------------------------ | ------------------------------------ | -------------------------------------------------- | ------------------------ | ----- | ------ | ------------ | ---------------------------------------------------------------------------------- |
| Derrota       | 56–10 (1) | Kazuhiro Nakamura        | Decisión (unánime)                   | PRIDE Final Conflict 2005                          | 28 de agosto de 2005     | 2     | 5:00   | Saitama      |                                                                                    |
| Derrota       | 56–9 (1)  | Alistair Overeem         | Sumisión (standing guillotine choke) | PRIDE Critical Countdown 2005                      | 26 de junio de 2005      | 1     | 1:25   | Saitama      | Cuartos de final del Gran Premio de Peso Mediano PRIDE 2005                        |
| Victoria      | 56–8 (1)  | Yuki Kondo               | Decisión (unánime)                   | PRIDE Total Elimination 2005                       | 23 de abril de 2005      | 3     | 5:00   | Osaka        | Primera ronda del Gran Premio de Peso Mediano PRIDE 2005                           |
| Victoria      | 55–8 (1)  | Yoshiki Takahashi        | KO (golpe)                           | PRIDE 29                                           | 20 de febrero de 2005    | 1     | 1:10   | Saitama      | Debut en peso mediano.                                                             |
| Victoria      | 54–8 (1)  | Sergey Terezimov         | Sumisión (heel hook)                 | WOP: Water of Peresvit                             | 4 de diciembre de 2004   | 1     | 1:35   | Kiev         |                                                                                    |
| Victoria      | 53–8 (1)  | Katsuhisa Fujii          | KO (golpes)                          | PRIDE Bushido 5                                    | 14 de octubre de 2004    | 1     | 4:02   | Osaka        |                                                                                    |
| Victoria      | 52–8 (1)  | Dan Bobish               | TKO (golpes)                         | PRIDE 27                                           | 1 de febrero de 2004     | 2     | 1:45   | Osaka        |                                                                                    |
| Derrota       | 51–8 (1)  | Mirko Filipović          | KO (patada a la cabeza)              | PRIDE Total Elimination 2003                       | 10 de agosto de 2003     | 1     | 1:29   | Saitama      |                                                                                    |
| Victoria      | 51–7 (1)  | Bob Schrijber            | Sumisión (rear naked choke)          | It's Showtime 2003 Amsterdam                       | 8 de junio de 2003       | 2     | 4:05   | Ámsterdam    |                                                                                    |
| Derrota       | 50–7 (1)  | Quinton Jackson          | Sumisión (lesión)                    | PRIDE 22                                           | 29 de septiembre de 2002 | 1     | 7:17   | Nagoya       |                                                                                    |
| Derrota       | 50–6 (1)  | Heath Herring            | Decisión (unánime)                   | PRIDE 19                                           | 24 de febrero de 2002    | 3     | 5:00   | Saitama      |                                                                                    |
| Victoria      | 50–5 (1)  | Valentijn Overeem        | Sumisión (heel hook)                 | PRIDE 18                                           | 23 de diciembre de 2001  | 1     | 4:35   | Fukuoka      |                                                                                    |
| Victoria      | 49–5 (1)  | Ricardas Rocevicius      | TKO (patadas)                        | RINGS Lithuania: Bushido Rings 3                   | 10 de noviembre de 2001  | 2     | N/A    | Vilna        |                                                                                    |
| Derrota       | 48–5 (1)  | Mario Sperry             | Sumisión (arm triangle choke)        | PRIDE 17                                           | 3 de noviembre de 2001   | 1     | 2:52   | Tokio        |                                                                                    |
| Victoria      | 48–4 (1)  | Masaaki Satake           | Decisión (unánime)                   | PRIDE 15                                           | 29 de julio de 2001      | 3     | 5:00   | Saitama      |                                                                                    |
| Victoria      | 47–4 (1)  | Gilbert Yvel             | Sumisión (rear naked choke)          | PRIDE 14                                           | 27 de mayo de 2001       | 1     | 1:52   | Yokohama     |                                                                                    |
| Derrota       | 46–4 (1)  | Tra Telligman            | Decisión (unánime)                   | PRIDE 13                                           | 25 de marzo de 2001      | 3     | 5:00   | Saitama      |                                                                                    |
| Victoria      | 46–3 (1)  | Mark Kerr                | Decisión (unánime)                   | PRIDE 12                                           | 9 de diciembre de 2000   | 3     | 5:00   | Saitama      |                                                                                    |
| Victoria      | 45–3 (1)  | Nobuhiko Takada          | Sumisión (golpes)                    | PRIDE 11                                           | 31 de octubre de 2000    | 2     | 5:17   | Osaka        |                                                                                    |
| Victoria      | 44–3 (1)  | Enson Inoue              | TKO (golpes)                         | PRIDE 10                                           | 27 de agosto de 2000     | 1     | 10:00  | Tokio        |                                                                                    |
| Victoria      | 43–3 (1)  | Daijiro Matsui           | TKO (parada de la esquina)           | PRIDE 9                                            | 4 de junio de 2000       | 1     | 5:03   | Nagoya       |                                                                                    |
| Derrota       | 42–3 (1)  | Mark Coleman             | Sumisión (rodillazos)                | PRIDE Grand Prix 2000 Finals                       | 1 de mayo de 2000        | 2     | 3:09   | Tokio        | Final del Gran Premio de Peso Libre PRIDE FC 2000                                  |
| Victoria      | 42–2 (1)  | Kazushi Sakuraba         | TKO (parada de la esquina)           | PRIDE Grand Prix 2000 Finals                       | 1 de mayo de 2000        | 1     | 15:00  | Tokio        | Semifinal del Gran Premio de Peso Libre PRIDE FC 2000                              |
| Victoria      | 41–2 (1)  | Gary Goodridge           | TKO (golpes)                         | PRIDE Grand Prix 2000 Finals                       | 1 de mayo de 2000        | 1     | 10:14  | Tokio        | Cuartos de final del Gran Premio de Peso Libre PRIDE FC 2000                       |
| Victoria      | 40–2 (1)  | Alexander Otsuka         | Decisión (unánime)                   | PRIDE Grand Prix 2000 Opening Round                | 30 de enero de 2000      | 1     | 15:00  | Tokio        | Primera ronda del Gran Premio de Peso Libre PRIDE FC 2000                          |
| Victoria      | 39–2 (1)  | Francisco Bueno          | KO (golpe)                           | PRIDE 8                                            | 21 de noviembre de 1999  | 1     | 1:23   | Japón        |                                                                                    |
| Sin resultado | 38–2 (1)  | Mark Kerr                | Sin resultado (rodillazos ilegales)  | PRIDE 7                                            | 12 de septiembre de 1999 | 2     | N/A    | Yokohama     | Inicialmente la victoria fue para Vovchanchyn, más tarde se declaró sin resultado. |
| Victoria      | 38–2      | Carlos Barreto           | Decisión (dividida)                  | PRIDE 6                                            | 4 de julio de 1999       | 3     | 5:00   | Yokohama     |                                                                                    |
| Victoria      | 37–2      | Vepcho Bardanashvili     | Sumisión (guillotine choke)          | InterPride 1999: Heavyweight Final                 | 8 de mayo de 1999        | 1     | N/A    | Járkov       |                                                                                    |
| Victoria      | 36–2      | Vladimir Solodovnik      | TKO (golpes)                         | InterPride 1999: Heavyweight Final                 | 8 de mayo de 1999        | 1     | N/A    | Járkov       |                                                                                    |
| Victoria      | 35–2      | Akira Shoji              | Decisión (unánime)                   | PRIDE 5                                            | 29 de abril de 1999      | 2     | 10:00  | Nagoya       |                                                                                    |
| Victoria      | 34–2      | Edson Carvalho           | TKO (golpes)                         | WVC 7: World Vale Tudo Championship 7              | 2 de febrero de 1999     | 1     | 3:16   | Brasil       |                                                                                    |
| Victoria      | 33–2      | Aloisio Freitas Neto     | TKO (golpes)                         | WVC 6: World Vale Tudo Championship 6              | 1 de noviembre de 1998   | 1     | 7:26   | Brasil       |                                                                                    |
| Victoria      | 32–2      | Gary Goodridge           | TKO (golpes)                         | PRIDE 4                                            | 11 de octubre de 1998    | 1     | 5:58   | Tokio        |                                                                                    |
| Victoria      | 31–2      | Nick Nutter              | KO (rodillazo)                       | WVC 5: World Vale Tudo Championship 5              | 3 de febrero de 1998     | 1     | 0:14   | Brasil       | Campeón del Torneo WVC 5: World Vale Tudo                                          |
| Victoria      | 30–2      | Elias Rodrigues          | TKO (cabezazo y golpes)              | WVC 5: World Vale Tudo Championship 5              | 3 de febrero de 1998     | 1     | 10:35  | Brasil       |                                                                                    |
| Victoria      | 29–2      | Tulio Palhares           | TKO (golpes)                         | WVC 5: World Vale Tudo Championship 5              | 3 de febrero de 1998     | 1     | 5:35   | Brasil       |                                                                                    |
| Victoria      | 28–2      | Nick Nutter              | TKO (cabezazo)                       | IAFC: Absolute Fighting Championship III           | 12 de noviembre de 1997  | 1     | 24:42  | Tel Aviv     | Campeón del Torneo IAFC - 1st Absolute Fighting World Cup Pankration               |
| Victoria      | 27–2      | Mikhail Avetisyan        | Decisión (dividida)                  | IAFC: Absolute Fighting Championship III           | 12 de noviembre de 1997  | 1     | 35:00  | Tel Aviv     | El contrincante fue el suplente del lesionado Vasily Kudin                         |
| Victoria      | 26–2      | Valery Pliev             | TKO (golpes)                         | IAFC: Absolute Fighting Championship III           | 12 de noviembre de 1997  | 1     | 7:13   | Tel Aviv     |                                                                                    |
| Victoria      | 25–2      | Yuri Mildzikhov          | TKO                                  | N/A                                                | 1997                     | N/A   | N/A    | Donetsk      |                                                                                    |
| Victoria      | 24–2      | Igor Guerus              | TKO (golpes)                         | N/A                                                | 1997                     | N/A   | N/A    | Donetsk      |                                                                                    |
| Victoria      | 23–2      | Vasily Kudin             | TKO (patadas)                        | IAFC: Absolute Fighting Russian Open Cup 3         | 29 de agosto de 1997     | 1     | 9:11   | Moscú        |                                                                                    |
| Victoria      | 22–2      | Dimitry Panfilov         | TKO                                  | COS: Cup of Stars                                  | 23 de mayo de 1997       | N/A   | N/A    | Odesa        |                                                                                    |
| Victoria      | 21–2      | Aslan Hamza              | KO (rodillazo)                       | COS: Cup of Stars                                  | 23 de mayo de 1997       | N/A   | N/A    | Odesa        |                                                                                    |
| Victoria      | 20–2      | Leonardo Castello Branco | Decisión (dividida)                  | IAFC: Absolute Fighting Championship II [Day 2]    | 2 de mayo de 1997        | 1     | 35:00  | Moscú        |                                                                                    |
| Victoria      | 19–2      | Sergei Bondarenko        | TKO (golpes)                         | N/A                                                | 30 de noviembre de 1996  | N/A   | N/A    | Járkov       |                                                                                    |
| Victoria      | 18–2      | Igor Akhmedov            | Sumisión (estrangulación)            | DNRF: Ukrainian Octagon 2                          | 1 de mayo de 1996        | N/A   | N/A    | Donetsk      |                                                                                    |
| Victoria      | 17–2      | John Dixson              | Sumisión (retiro)                    | IFC 1: Kombat in Kiev                              | 30 de marzo de 1996      | 1     | 9:10   | Kiev         | Campeón del Torneo IFC 1: Kombat in Kiev                                           |
| Victoria      | 16–2      | Paul Varelans            | KO (golpes)                          | IFC 1: Kombat in Kiev                              | 30 de marzo de 1996      | 1     | 2:25   | Kiev         |                                                                                    |
| Victoria      | 15–2      | Fred Floyd               | TKO (golpes)                         | IFC 1: Kombat in Kiev                              | 30 de marzo de 1996      | 1     | 13:40  | Kiev         |                                                                                    |
| Victoria      | 14–2      | Igor Akhmedov            | Sumisión (arm-triangle choke)        | UCMAL: Ukrainian No Rules Championship 1996        | 9 de marzo de 1996       | 1     | N/A    | Kiev         |                                                                                    |
| Victoria      | 13–2      | Yuri Zhernikov           | TKO (golpes)                         | UCMAL: Ukrainian No Rules Championship 1996        | 9 de marzo de 1996       | 1     | N/A    | Kiev         |                                                                                    |
| Victoria      | 12–2      | Matrosov Matrosov        | TKO (golpes)                         | UCMAL: Ukrainian No Rules Championship 1996        | 9 de marzo de 1996       | 1     | N/A    | Kiev         |                                                                                    |
| Victoria      | 11–2      | Igor Guerus              | KO (golpes)                          | DNRF: Ukrainian Octagon                            | 1 de marzo de 1996       | 1     | 1:41   | Donetsk      | Campeón del Torneo DNRF: Ukrainian Octagon                                         |
| Victoria      | 10–2      | Sergey Sheremet          | KO (golpe)                           | DNRF: Ukrainian Octagon                            | 1 de marzo de 1996       | 1     | 1:27   | Donetsk      |                                                                                    |
| Victoria      | 9–2       | Oleg Tischenko           | KO (golpe)                           | DNRF: Ukrainian Octagon                            | 1 de marzo de 1996       | 1     | 0:05   | Donetsk      |                                                                                    |
| Victoria      | 8–2       | Roman Tikunov            | KO (golpe)                           | MPS 1996: Mr. Powerman SEKAI 1996                  | 23 de enero de 1996      | 1     | 2:21   | Minsk        | Campeón del Torneo Mr. Powerman SEKAI 1996                                         |
| Victoria      | 7–2       | Sergei Bondarovich       | KO (patada a la cabeza)              | MPS 1996: Mr. Powerman SEKAI 1996                  | 23 de enero de 1996      | 1     | 2:27   | Minsk        |                                                                                    |
| Victoria      | 6–2       | Nikolai Yatsuk           | KO (golpe)                           | MPS 1996: Mr. Powerman SEKAI 1996                  | 23 de enero de 1996      | 1     | 1:50   | Minsk        |                                                                                    |
| Derrota       | 5–2       | Mikhail Ilyukhin         | Sumisión (chin in the eye)           | IAFC: Absolute Fighting Championship I: Tournament | 25 de noviembre de 1995  | 1     | 6:30   | Moscú        |                                                                                    |
| Victoria      | 5–1       | Adilson Lima             | TKO (parada de esquina)              | IAFC: Absolute Fighting Championship I: Tournament | 25 de noviembre de 1995  | 1     | 1:51   | Moscú        |                                                                                    |
| Victoria      | 4–1       | Adilson Lima             | KO (parada de esquina)               | IAFC: Absolute Fighting Championship I: Tournament | 25 de noviembre de 1995  | 1     | 0:56   | Moscú        |                                                                                    |
| Victoria      | 3–1       | Sergei Akinen            | TKO (parada de esquina)              | IAFC: Absolute Fighting Championship I: Tournament | 25 de noviembre de 1995  | 1     | 2:40   | Moscú        |                                                                                    |
| Derrota       | 2–1       | Andrei Besedin           | Sumisión (kneebar)                   | UCMAL: Warrior's Honour 1                          | 14 de octubre de 1995    | 1     | 1:12   | Járkov       |                                                                                    |
| Victoria      | 2–0       | Sergei Bondarovich       | KO (golpes)                          | UCMAL: Warrior's Honour 1                          | 14 de octubre de 1995    | 1     | 0:18   | Járkov       |                                                                                    |
| Victoria      | 1–0       | Alexander Mandrik        | TKO (golpes)                         | UCMAL: Warrior's Honour 1                          | 14 de octubre de 1995    | 1     | 3:06   | Járkov       |                                                                                    |